# Jan Pieterszoon Dou
Jan Pieterszoon Dou (Leiden, 1572 of 1573 – 5 augustus 1635) was een invloedrijke landmeter. Hij heeft meer dan duizend kaarten getekend, verschillende boeken over zijn vakgebied gepubliceerd, en hij is de uitvinder van de Hollandse cirkel.

## Levensloop
Dou was de zoon van kuiper Pieter Adriaensz. of Pieter Arentsz. Cuyper en Dieuwertje Harmansdr. Over zijn schooltijd is niets bekend, maar in 1590 komt hij al voor als opmeter (geassisteerd door Pieter Bruyns) en vervaardiger van een kaartboek van enkele 'gemeene' landen van Rijnland, gelegen aan het IJ en bij de Haarlemmermeer. Hij oefende zichzelf in de cijferkunst en de geometrie. Ook volgde hij privélessen bij Symon Fransz. van Merwen, die 1600 was benoemd tot een van de twee eerste lectores aan de ingenieursschool van de Leidse universiteit.
Behalve landmeter was Dou ook wijnroeier te Leiden. Dat wil zeggen dat hij belast was met de meting van de aanwezige hoeveelheid wijn, zodat daarover accijns geheven kon worden. Daarnaast was Dou nog lid van de schutterij. Hij vervulde de functie van rondassier (soldaat uitgerust met een kort zwaard en een rond schild) in de compagnie van burgemeester Pieter Adriaansz. van der Werff.
Dou woonde sinds 1605 in een huis aan de Nieuwstraat waarin hij ook over een bibliotheek beschikte met vele boeken en kaarten.
Door de gebrekkige hygiëne in de stad – onder meer ten gevolge van de slechte verversing van de Leidse grachten – brak in 1635 een ernstige pestepidemie uit. Er waren meer dan 10.000 slachtoffers te betreuren, waaronder Dou die na een kort ziekbed op 5 augustus 1635 overleed en op 8 augustus in de Pieterskerk werd begraven.

### Personalia
Op 14 juli 1598 trouwde hij met Marytge Louris, jd. van Segwaert. Dou's eerste huwelijk duurde niet lang. Zijn vrouw overleed al in 1603. Hij hertrouwde op 29 april 1607 met Josina Sadelaer. Hun zoon Johannes Dou (Leiden, 1615 – 28 maart 1682) werd door zijn vader opgeleid tot landmeter. Na het overlijden van zijn vader in 1635 werd hij met Steven van Broeckhuizen landmeter van Rijnland en komt vanaf 1637 ook voor als notaris te Leiden.

## Werk
Dou verrichtte zeer vele metingen voor de stad Leiden en voor het Hoogheemraadschap van Rijnland. Voor Leiden maakte hij ook het plan voor de Stadsuitleg van 1611, de eerste grote stadsuitbreiding van Leiden na de Middeleeuwen. Maar Dou werd ook regelmatig ingeschakeld voor metingen elders. Zo werkte hij onder meer voor de bedijking van de Beemster en voor een mogelijk nieuw kanaal van de Peel naar de Maas. Dou was buitengewoon productief: er zijn meer dan 1150 kaarten van hem bewaard gebleven.

## De Hollandse cirkel

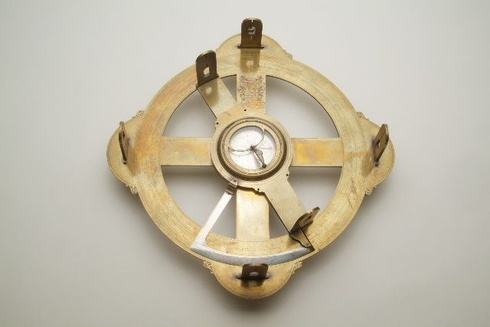
De Hollandse cirkel.

De Hollandse cirkel of Cirkel van Dou is rond 1610 uitgevonden door Dou. Het is door hem beschreven in het boekje Tractaet vant maken ende Gebruycken eens nieu gheordonneerden Mathematischen Instruments. Het is een precisie instrument, meestal gemaakt van koper en ongeveer 20 tot 30 cm groot, waarmee landmeters in staat waren om in het open veld nauwkeurig hoeken op te meten of uit te zetten.

## Publicaties
Zijn belangrijkste publicaties in boekvorm zijn:
- Den Hutspot der geometrya
- Corte onderrichtinge dienende tot het maecken van de reductien van de jaercustingen tot gereede penningen (1599) (samen met Jan van Hout, Simon Fz. van Merwen, Ludolf van Ceulen en Math. Minten).[3]
- Practijck des Lantmetens (1600) (samen met Johan Sems)[4]
- Tractaet vant maken ende Gebruycken eens nieu gheordonneerden Mathematischen Instruments (1612)
- Tractaet der roeden en landmaten (1629)

Publicaties over Jan Pieterszoon Dou
- F. Westra Jan Pietersz. Dou (1573-1635) - Invloedrijk landmeter van Rijnland, Caert-Thresoor, 13e jaargang 1994, nr. 2, pp. 37-48
- H.C. Pouls De landmeter Jan Pietersz. Dou en de Hollandse Cirkel [dode link] (Nederlandse Commissie voor Geodesie 41, Delft, 2004. 102 pagina's)
- J.P. Dou Tractaet vant maken ende Gebruycken eens nieu gheordonneerden Mathematischen Instruments